# Teillé (Sarthe)
Teillé – miejscowość i gmina we Francji, w regionie Kraj Loary, w departamencie Sarthe.
Według danych na rok 1990 gminę zamieszkiwało 421 osób, a gęstość zaludnienia wynosiła 36 osób/km² (wśród 1504 gmin Kraju Loary Teillé plasuje się na 892. miejscu pod względem liczby ludności, natomiast pod względem powierzchni na miejscu 932.).